# سیارک ۲۱۶۴۳۳
سیارک ۲۱۶۴۳۳ (به انگلیسی: 216433 Milianleo، نامگذاری:2009DM3) دویست و شانزده هزار و چهارصد و سی و سومین سیارک کشف شده‌است که در ۱۹ فوریه ۲۰۰۹ کشف شد.